# Шапошников, Александр Иванович
Алекса́ндр Ива́нович Ша́пошников (24 августа 1912, Нижегородская губерния — 10 января 1967, Крымская область) — советский военный лётчик, участник Великой Отечественной войны, генерал-майор авиации, Герой Советского Союза (1942).

## Биография
Родился 24 августа 1912 года в посёлке Лысково Макарьевского уезда Нижегородской губернии (ныне город, центр Лысковского района Нижегородской области). Член ВКП(б)/КПСС с 1938 года. Учился в школе «Красный Октябрь», затем в профтехшколе. Работал токарем на заводе имени Ленина в городе Горьком.
В Красной Армии с 1934 года. В 1935 году окончил Военную авиационную школу пилотов, затем служил на Дальнем Востоке. Участник советско-финской войны 1939—1940 годов в должности заместителя командира бомбардировочной авиационной эскадрильи.
Участник Великой Отечественной войны с 22 июня 1941 года. В первый день войны во главе звена самолётов Ил-4 своей эскадрильи выполнил успешный боевой вылет на бомбардировку объектов Кёнигсберга. На второй день войны был сбит над Восточной Пруссией истребителями врага, несколько дней пробирался к своим по немецким тылам. Участвовал в первом налёте советской авиации на Берлин с острова Эзель в ночь с 7 на 8 августа 1941 года в составе особой группы полковника Е. Н. Преображенского. Всего в августе 1941 года трижды бомбил Берлин.
Заместитель командира эскадрильи 751-го авиационного полка капитан Александр Шапошников к январю 1942 года совершил девяносто три боевых вылета на бомбардировку военно-промышленных объектов противника, нанеся врагу значительный урон. Успешно действовал в ходе битвы под Москвой. Особенно много и успешно действовал по уничтожению вражеской авиации на аэродромах базирования.
Указом Президиума Верховного Совета СССР «О присвоении звания Героя Советского Союза начальствующему составу Военно-воздушных сил Красной Армии» от 29 марта 1942 года за «образцовое выполнение боевых заданий командования на фронте борьбы с немецкими захватчиками и проявленные при этом отвагу и геройство» удостоен звания Героя Советского Союза с вручением ордена Ленина и медали «Золотая Звезда».
С мая 1943 года до конца войны — командир 19-го гвардейского авиационного полка дальнего действия. Участвовал в битвах под Сталинградом и на Курской дуге, в Смоленской и Белорусской наступательных операциях, в освобождении Чехословакии, в Берлинской операции. Кроме Берлина бомбил крупнейшие промышленные и военно-политические центры противника — Кёнигсберг, Варшаву, Будапешт, Бухарест, Тильзит, Данциг, Инсенбург, Хельсинки, Таллин. В сентябре 1943 года представлен к присвоению звания дважды Героя Советского Союза за 227 боевых вылетов, из которых 210 — ночных. Представление командира дивизии было утверждено командиром корпуса, но более высокими начальниками награда была заменена на орден Красного Знамени.
К Победе выполнил 318 боевых вылетов. В составе экипажа сбил 2 самолёта врага, сам был сбит трижды.
После войны А. И. Шапошников продолжал службу в Военно-Воздушных Силах СССР. В 1955 году окончил Высшую военную академию имени К. Е. Ворошилова. Командовал бомбардировочной авиационной дивизией.
В 1958—1961 годах был заместителем начальника 71-го полигона ВВС, в 1961—1967 годах — начальником штаба этого полигона. Всего за годы службы освоил 15 типов самолётов, совершил 5.406 вылетов, имел общий налёт в 3.958 часов.

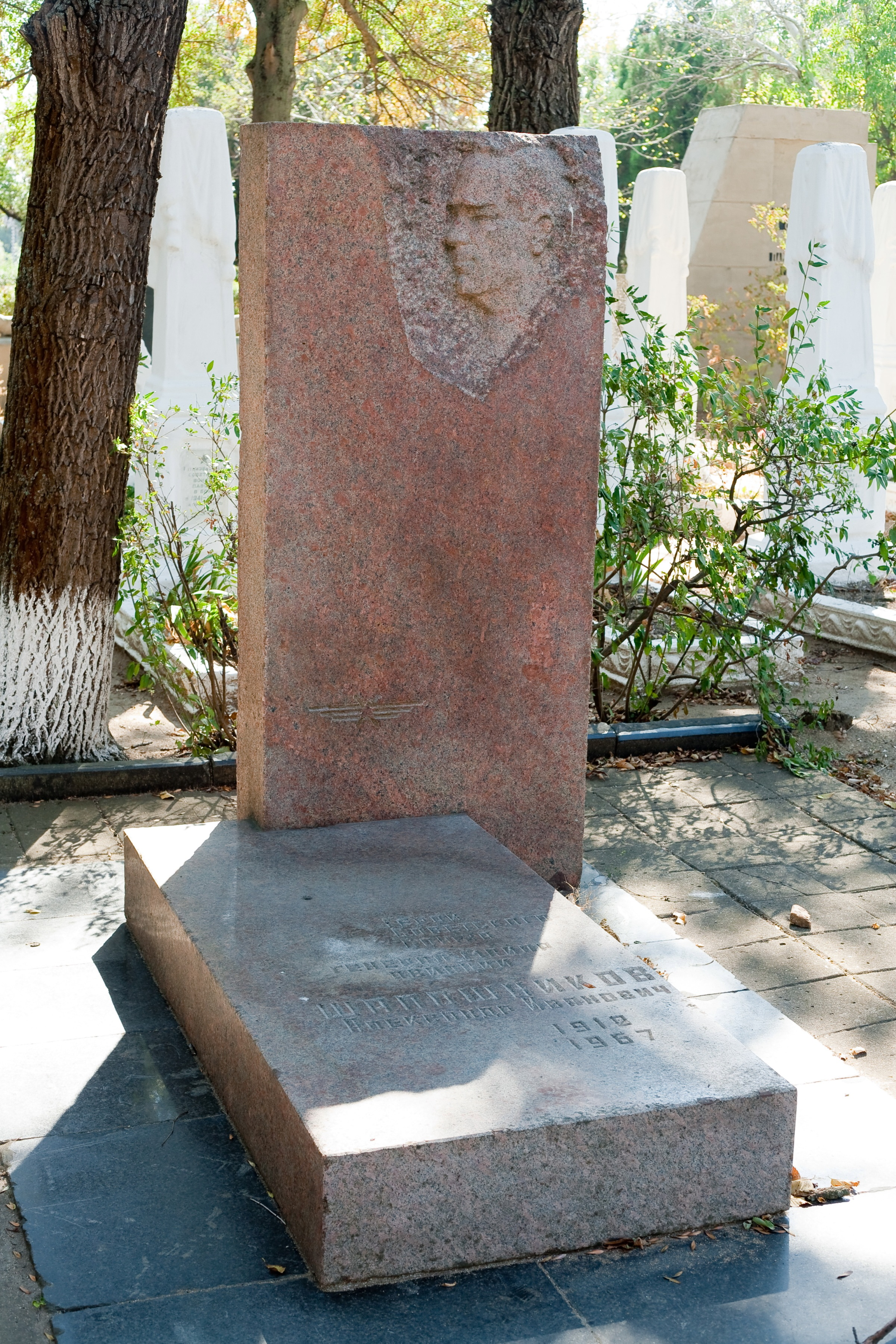
Могила Шапошникова, Керчь

Скончался 10 января 1967 года. Похоронен в городе-герое Керчи на военном кладбище.
Генерал-майор авиации. Награждён двумя орденами Ленина, тремя орденами Красного Знамени, орденами Суворова 3-й степени, Александра Невского, Трудового Красного Знамени, Красной Звезды, медалями, в том числе «За отвагу», «За оборону Сталинграда».
Память
Его именем названы улица в Приокском районе Нижнего Новгорода, улица и школа рабочей молодёжи в городе Лысково Нижегородской области.